# Deleni (Vaslui)
Deleni é uma comuna romena localizada no distrito de Vaslui, na região de Moldávia. A comuna possui uma área de 41.57 km² e sua população era de 2514 habitantes segundo o censo de 2007.